# Krešimir Bandić
Krešimir Bandić (Mostar, 16. rujna 1995. – Mostar, 5. ožujka 2019.) bio je bosanskohercegovački nogometni vratar.

## Karijera
Prošao je nogometnu školu mostarskog Zrinjskog. Prvoj momčadi priključen je 2012. godine, a u sezoni 2014./15. odlazi na posudbu u Branitelj koji je tada nastupao u Prvoj ligi FBiH. Početkom 2018. prelazi u NK Široki Brijeg.
Preminuo je 5. ožujka 2019. u Mostaru od posljedica srčanog udara.

## Sjećanje
Na prvu godišnjicu smrti prikazan je dokumentarni film Krešimir Keta Bandić, autora Alberta Pehara. Istoga dana prvi puta je izvedena pjesma Hvala ti, dječače dragi posvećena Krešimiru i svim preminulim mladim sportašima. Pjesmu je izveo Josip Bilać, a tekst napisao Ilko Barbarić.
U studenom 2020. navijačka skupina Ultras-Zrinjski je oslikala mural posvećen Krešimiru na stadionu pod Bijelim Brijegom.
Momčad Krešimir Keta Bandić, sastavljena od njegovih prijatelja i nazvana njemu u čast, osvojila je jubilarno 50. izdanje malonogometnog turnira Kutija šibica. Na prsima su nosili njegov broj 12.

## Vanjske poveznice
- Profil, Transfermarkt